# Paris-l'Hôpital
Pour les articles homonymes, voir Paris (homonymie) et L'Hôpital.
Paris-l'Hôpital est une commune française située dans le département de Saône-et-Loire, en région Bourgogne-Franche-Comté.
Le 1er janvier 2007, Paris-l'Hôpital adhère à la communauté d'agglomération Beaune Côte et Sud.

## Géographie
Paris-l'Hôpital se situe au cœur de la vallée de la Cozanne.

### Lieux-dits et écarts
- Cocelles.

### Climat
Pour des articles plus généraux, voir Climat de la Bourgogne-Franche-Comté et Climat de Saône-et-Loire.
En 2010, le climat de la commune est de type climat océanique dégradé des plaines du Centre et du Nord, selon une étude du Centre national de la recherche scientifique s'appuyant sur une série de données couvrant la période 1971-2000. En 2020, Météo-France publie une typologie des climats de la France métropolitaine dans laquelle la commune est exposée à un climat océanique altéré et est dans la région climatique Bourgogne, vallée de la Saône, caractérisée par un bon ensoleillement (1 900 h/an), un été chaud (18,5 °C), un air sec au printemps et en été et des vents faibles.
Pour la période 1971-2000, la température annuelle moyenne est de 10,6 °C, avec une amplitude thermique annuelle de 17,6 °C. Le cumul annuel moyen de précipitations est de 817 mm, avec 12,2 jours de précipitations en janvier et 7,6 jours en juillet. Pour la période 1991-2020, la température moyenne annuelle observée sur la station météorologique de Météo-France la plus proche, « St-Maurice-lès-Couches_sapc », sur la commune de Saint-Maurice-lès-Couches à 5 km à vol d'oiseau, est de 11,5 °C et le cumul annuel moyen de précipitations est de 803,5 mm. 
La température maximale relevée sur cette station est de 40,4 °C, atteinte le 12 août 2003 ; la température minimale est de −16,7 °C, atteinte le 20 décembre 2009,,.
Les paramètres climatiques de la commune ont été estimés pour le milieu du siècle (2041-2070) selon différents scénarios d'émission de gaz à effet de serre à partir des nouvelles projections climatiques de référence DRIAS-2020. Ils sont consultables sur un site dédié publié par Météo-France en novembre 2022.

## Urbanisme

### Typologie
Au 1er janvier 2024, Paris-l'Hôpital est catégorisée commune rurale à habitat dispersé, selon la nouvelle grille communale de densité à sept niveaux définie par l'Insee en 2022.
Elle est située hors unité urbaine et hors attraction des villes,.

### Occupation des sols
L'occupation des sols de la commune, telle qu'elle ressort de la base de données européenne d’occupation biophysique des sols Corine Land Cover (CLC), est marquée par l'importance des territoires agricoles (82,9 % en 2018), en diminution par rapport à 1990 (84,3 %). La répartition détaillée en 2018 est la suivante : cultures permanentes (35,8 %), prairies (35,7 %), zones agricoles hétérogènes (11,2 %), zones urbanisées (10,5 %), forêts (6,6 %), terres arables (0,1 %). L'évolution de l’occupation des sols de la commune et de ses infrastructures peut être observée sur les différentes représentations cartographiques du territoire : la carte de Cassini (XVIIIe siècle), la carte d'état-major (1820-1866) et les cartes ou photos aériennes de l'IGN pour la période actuelle (1950 à aujourd'hui).

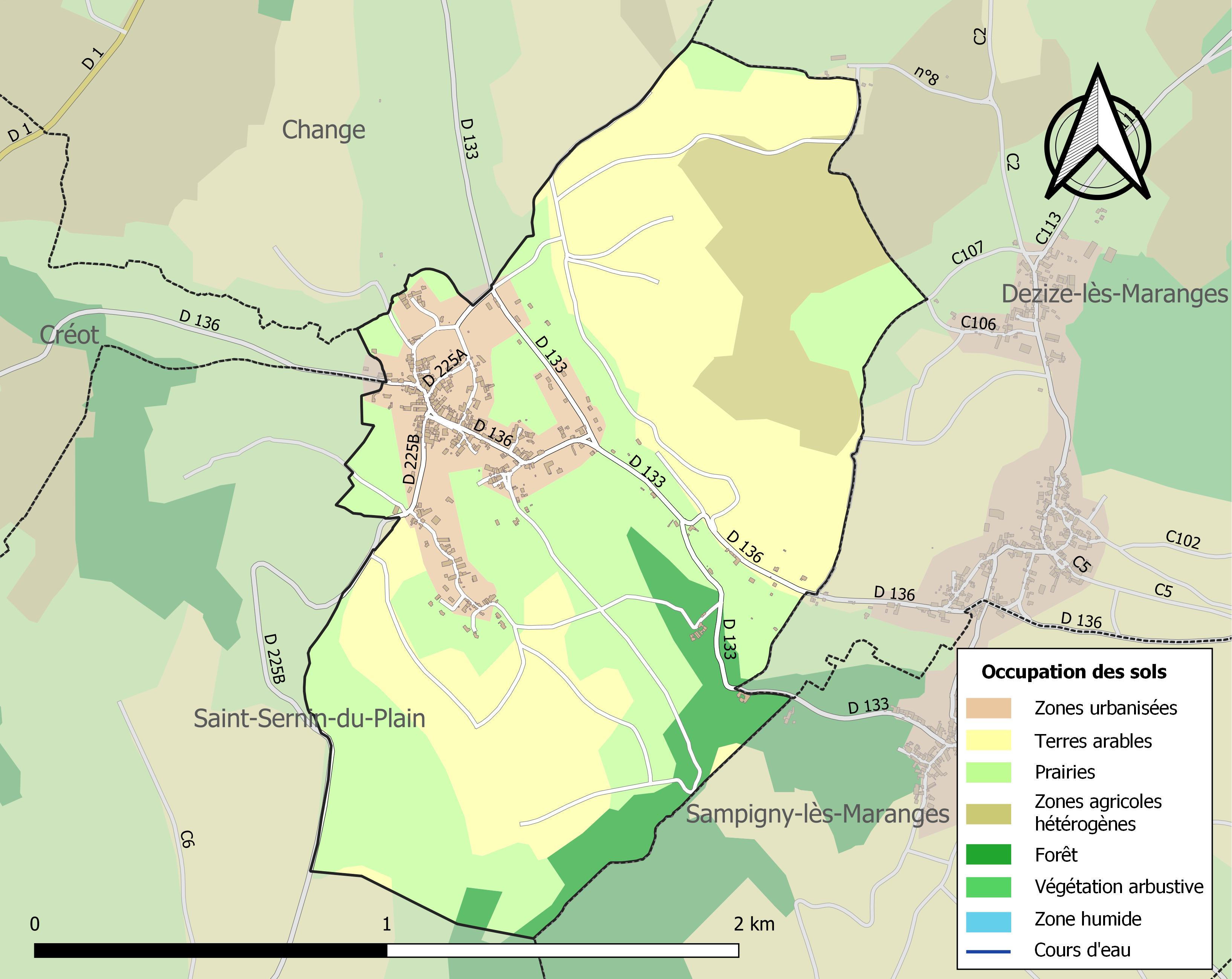
Carte des infrastructures et de l'occupation des sols de la commune en 2018 (CLC).

## Histoire
En 1832, ce hameau de Dezize-les-Maranges est érigé en commune.

### Les Templiers et les Hospitaliers
Paris-l'Hôpital tirerait son nom du fait qu'un hôpital y fut installé au Moyen Âge (XIIe siècle) par l'ordre de Saint-Jean de Jérusalem. C'était une propriété des Templiers, qui passa aux mains de l'Ordre au XIVe siècle.

## Toponymie
- Paris Lhopital (1793), Paris-l'Hôpital (1801)[réf. souhaitée].

## Politique et administration

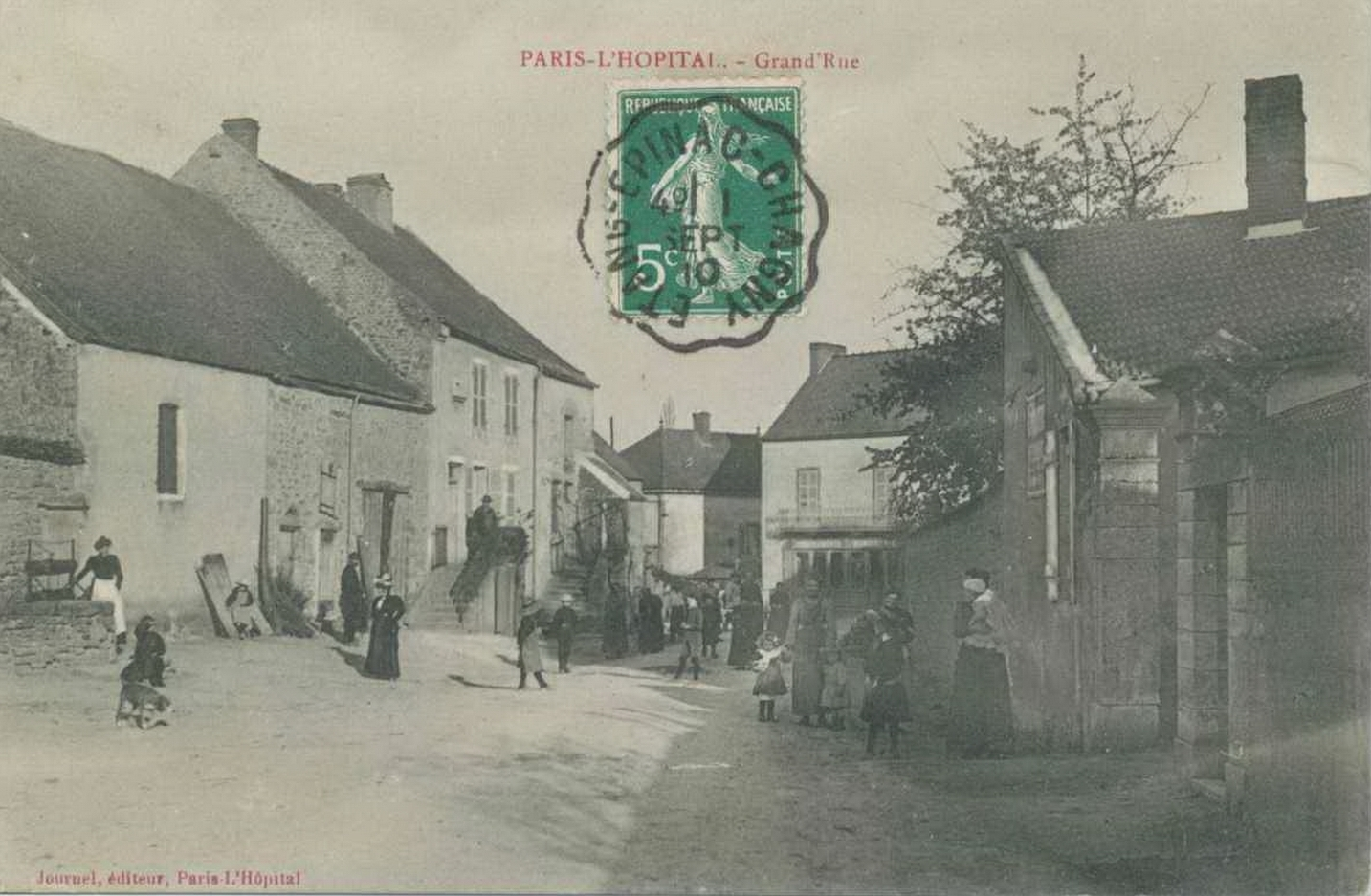
Carte postale du village en 1910.

| Période                                  | Période  | Identité          | Étiquette | Qualité |
| ---------------------------------------- | -------- | ----------------- | --------- | ------- |
| 1919                                     | 1944     | Augustin Prieur   |           |         |
| 1944                                     | 1953     | Camille Compain   |           |         |
| 1953                                     | 1978     | René Martin       |           |         |
| 1978                                     | 2001     | Bernard Gautrelet |           |         |
| 2001                                     | 2006     | Gisèle Goubard    |           |         |
| 2006                                     | 2019     | Chantal Mitanchey |           |         |
| 2019                                     | En cours | Olivier Ménager   |           |         |
| Les données manquantes sont à compléter. |          |                   |           |         |

## Démographie
L'évolution du nombre d'habitants est connue à travers les recensements de la population effectués dans la commune depuis 1793. Pour les communes de moins de 10 000 habitants, une enquête de recensement portant sur toute la population est réalisée tous les cinq ans, les populations de référence des années intermédiaires étant quant à elles estimées par interpolation ou extrapolation. Pour la commune, le premier recensement exhaustif entrant dans le cadre du nouveau dispositif a été réalisé en 2006.

En 2022, la commune comptait 287 habitants, en évolution de −3,69 % par rapport à 2016 (Saône-et-Loire : −1,06 %, France hors Mayotte : +2,11 %).
| 1793 | 1800 | 1806 | 1821 | 1831 | 1836 | 1841 | 1846 | 1851 |
| ---- | ---- | ---- | ---- | ---- | ---- | ---- | ---- | ---- |
| 506  | 508  | 440  | 493  | 551  | 618  | 604  | 601  | 520  |

| 1856 | 1861 | 1866 | 1872 | 1876 | 1881 | 1886 | 1891 | 1896 |
| ---- | ---- | ---- | ---- | ---- | ---- | ---- | ---- | ---- |
| 506  | 526  | 574  | 570  | 584  | 614  | 630  | 601  | 551  |

| 1901 | 1906 | 1911 | 1921 | 1926 | 1931 | 1936 | 1946 | 1954 |
| ---- | ---- | ---- | ---- | ---- | ---- | ---- | ---- | ---- |
| 570  | 539  | 485  | 437  | 391  | 374  | 368  | 321  | 298  |

| 1962 | 1968 | 1975 | 1982 | 1990 | 1999 | 2006 | 2011 | 2016 |
| ---- | ---- | ---- | ---- | ---- | ---- | ---- | ---- | ---- |
| 261  | 259  | 226  | 232  | 227  | 204  | 203  | 274  | 298  |

| 2021 | 2022 | - | - | - | - | - | - | - |
| ---- | ---- | - | - | - | - | - | - | - |
| 297  | 287  | - | - | - | - | - | - | - |

## Économie

### Vignoble
- Viticulture, Hautes Côtes de Beaune.

## Culture locale et patrimoine

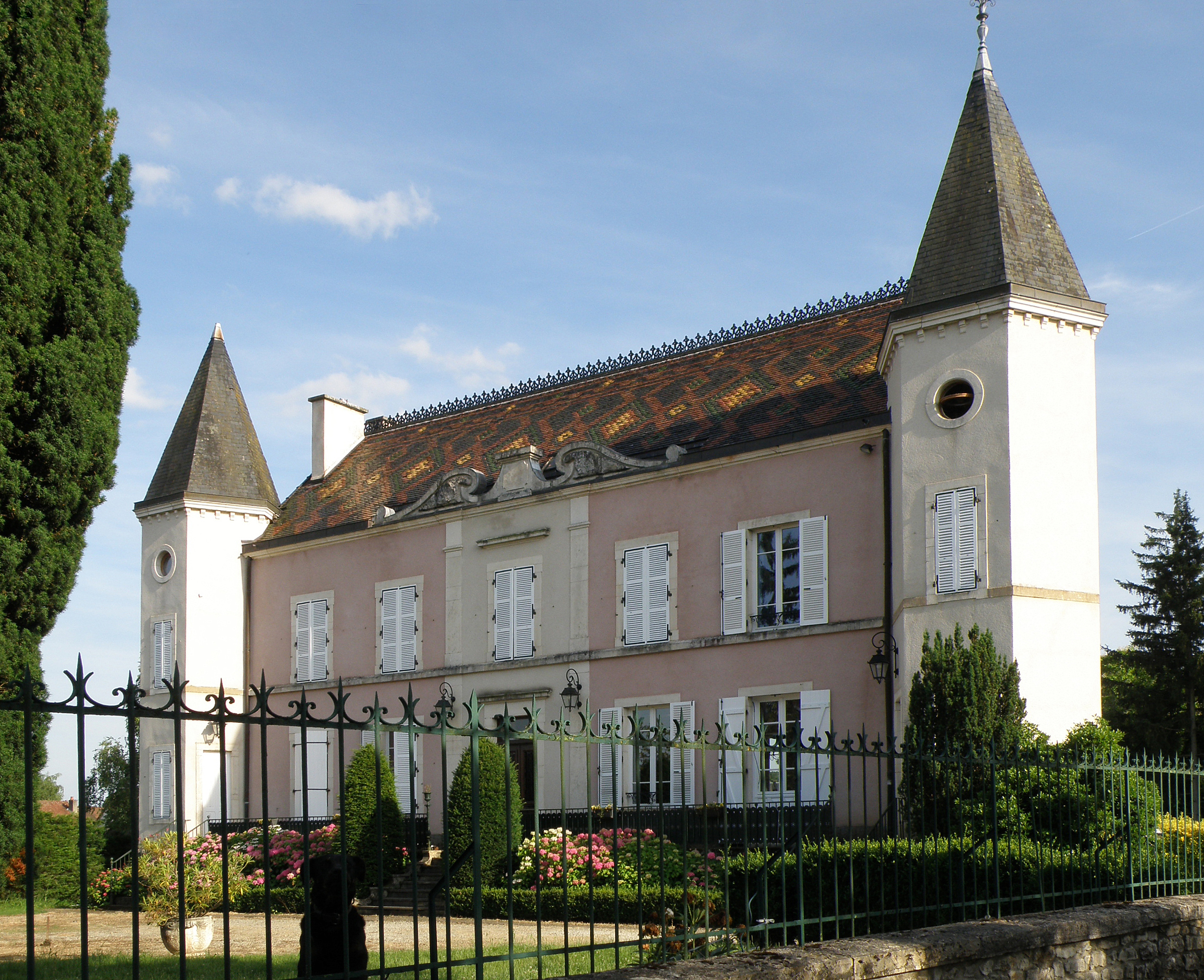
Le château.

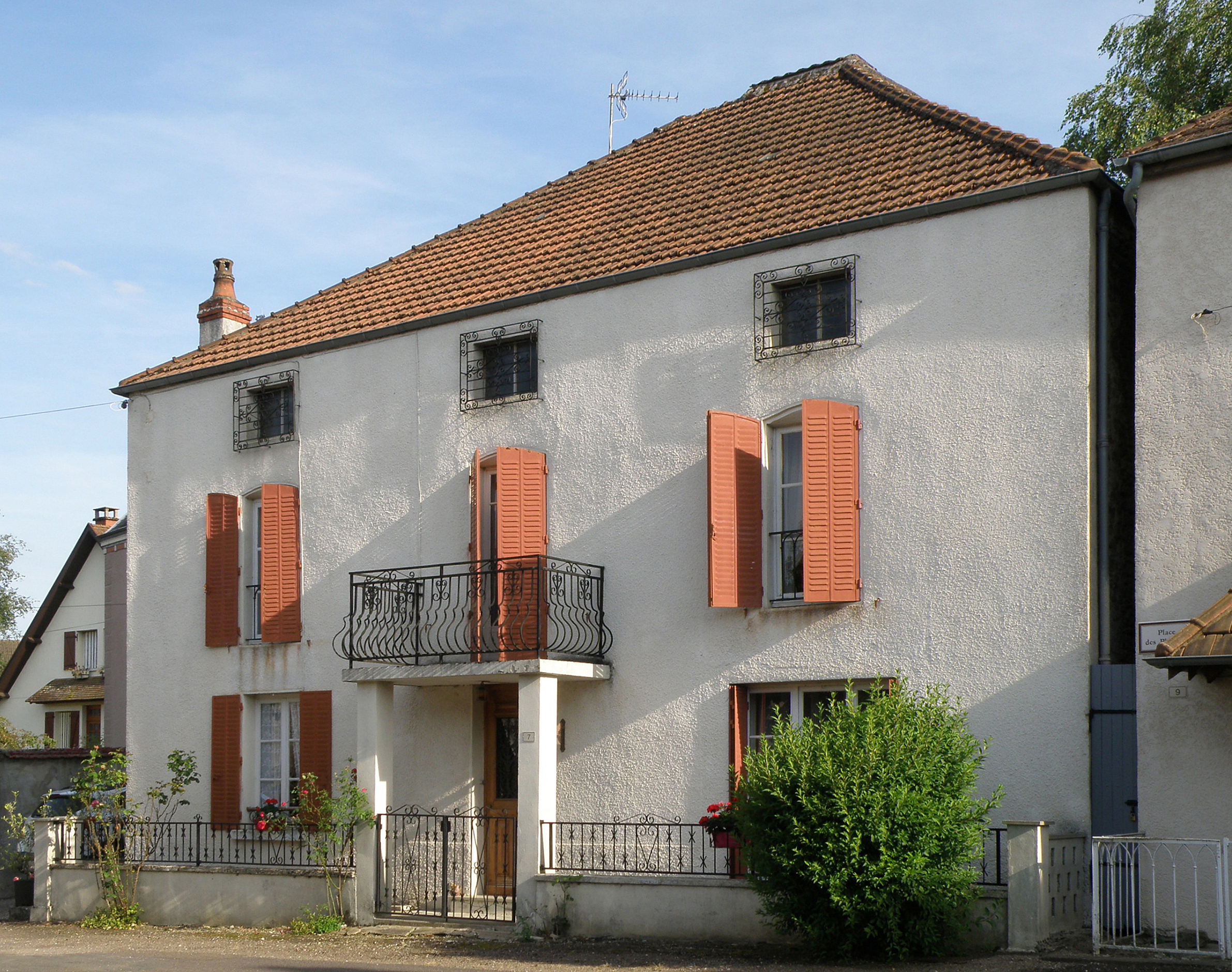
Maison de vigneron.

### Lieux et monuments
- Pont romain au lieu-dit Pré-romain.
- Maisons vigneronnes à balcon et escalier extérieur.
- Moulins Pignot.
- Église Saint-Marc (XIXe siècle).
- Ruines de l'ancienne chapelle des hospitaliers.
- Vallée de la Cozanne.

### Personnalités liées à la commune
- Camille Cottin (1910 - Paris-l'Hôpital,1988), joueur puis entraîneur de football professionnel.

### Jumelages
- Jumelée avec la commune suisse Les Bayards.

### Héraldique
|  | Les armes de la commune se blasonnent ainsi : De gueules à la croix de malte d'argent, à l'écusson de gueules chargé d'une nef équipée et habillée d'argent voguant sur des ondes du même mouvant de la pointe, brochant en abîme, à la bordure cousue d'azur. (le bateau est un rappel de l'homonymie avec Paris capitale de la France) |

## Pour approfondir